# Tailevu Naitasiri FC
Tailevu Naitasiri FC – fidżyjski klub piłkarski, mający siedzibę w mieście Nausori. Występuje w National Football League, pierwszym poziomie rozgrywkowym na Fidżi.

## Historia
Tailevu Naitasiri FC brało udział w pierwszym historycznym sezonie National Football League (1977). Spadli z niej po sezonie 1982. W 2008, 2010, 2011, 2012 przegrywali baraże o awans do fidżyjskiej ekstraklasy. Udało im się to w 2014, kiedy to w barażach pokonali Savusavu FC (6:2 w dwumeczu). W sezonie 2015 zdobyli jednak tylko jeden punkt, przez co ponownie spadli do Senior League. W 2021 zajęli pierwsze miejsce w grupie Viti Levu. Nie musieli jednak rozgrywać meczów gdyż zespoły z grupy Vanua Levu zrzekły się prawa do gry na wyjeździe i u siebie z zespołami z Viti Levu. W związku z tą sytuacją Tailevu Naitasiri wraz z drugim drugą drużyną z Viti Levu – Nasinu FC – awansowali na pierwszy szczebel rozgrywkowy na Fidżi.

## Stadion
Tailevu Naitasiri rozgrywa swoje mecze na Ratu Cakobau Park, podobnie jak Rewa FC.

## Skład
Stan na 28 września 2023
| Nr | Poz. | Piłkarz               |
| -- | ---- | --------------------- |
| 1  | BR   | Jason Rokovucake      |
| 2  | NA   | Altamish Khan         |
| 4  | OB   | Ravikash Krishna      |
| 5  | OB   | Sairusi Qiolevu       |
| 8  | PO   | Sikeli Tuiloma        |
| 9  | PO   | Abhishek Deo          |
| 11 | OB   | Mohammed Rasasa       |
| 16 | NA   | Asaeli Tunidau        |
| 20 | PO   | Samuela Nasava        |
| 21 | BR   | Lemeki Nakavu         |
|    | OB   | Prashant Chand        |
|    | OB   | Gaery Kubu            |
|    | OB   | Ravikash Krishna      |
|    | OB   | Lorima Batirerega Jr. |
|    | OB   | Kirtesh Prasad        |

| Nr | Poz. | Piłkarz           |
| -- | ---- | ----------------- |
|    | OB   | Joji Nawaqaliva   |
|    | OB   | Keni Cagi         |
|    | OB   | Clifford Kengalu  |
|    | PO   | Rusiate Qio       |
|    | PO   | Mosese Nabose     |
|    | PO   | France Catarogo   |
|    | PO   | Carlos Liomasia   |
|    | PO   | Kavinesh Lal      |
|    | PO   | Nischal Lal       |
|    | PO   | Mohammed Fardeen  |
|    | NA   | Evander Nasova    |
|    | NA   | Stephen Kwaiteé   |
|    | NA   | Darien Khan       |
|    | NA   | Manasa Levaci Jr. |